# Frederick (Oklahoma)
Pour les articles homonymes, voir Frederick.
Frederick est une ville dans l'État de l'Oklahoma, aux États-Unis, qui comptait 4 637 habitants en 2000.
Composition de la population :
- blancs : 68,04 %
  - hispaniques : 22,02 %
- afro-américains : 11,32 %
- amérindiens : 2,80 %
- asiatiques : 0,43 %
- originaires des îles du Pacifique : 0,04 %
- autres : 13,85 %
- métis : 3,52 %